# Monte Malamot
Il Monte Malamot (2.917 m s.l.m.), noto sulla cartografia francese come Pointe Droset, è una montagna delle Alpi Cozie (sottosezione Alpi del Moncenisio).

## Descrizione

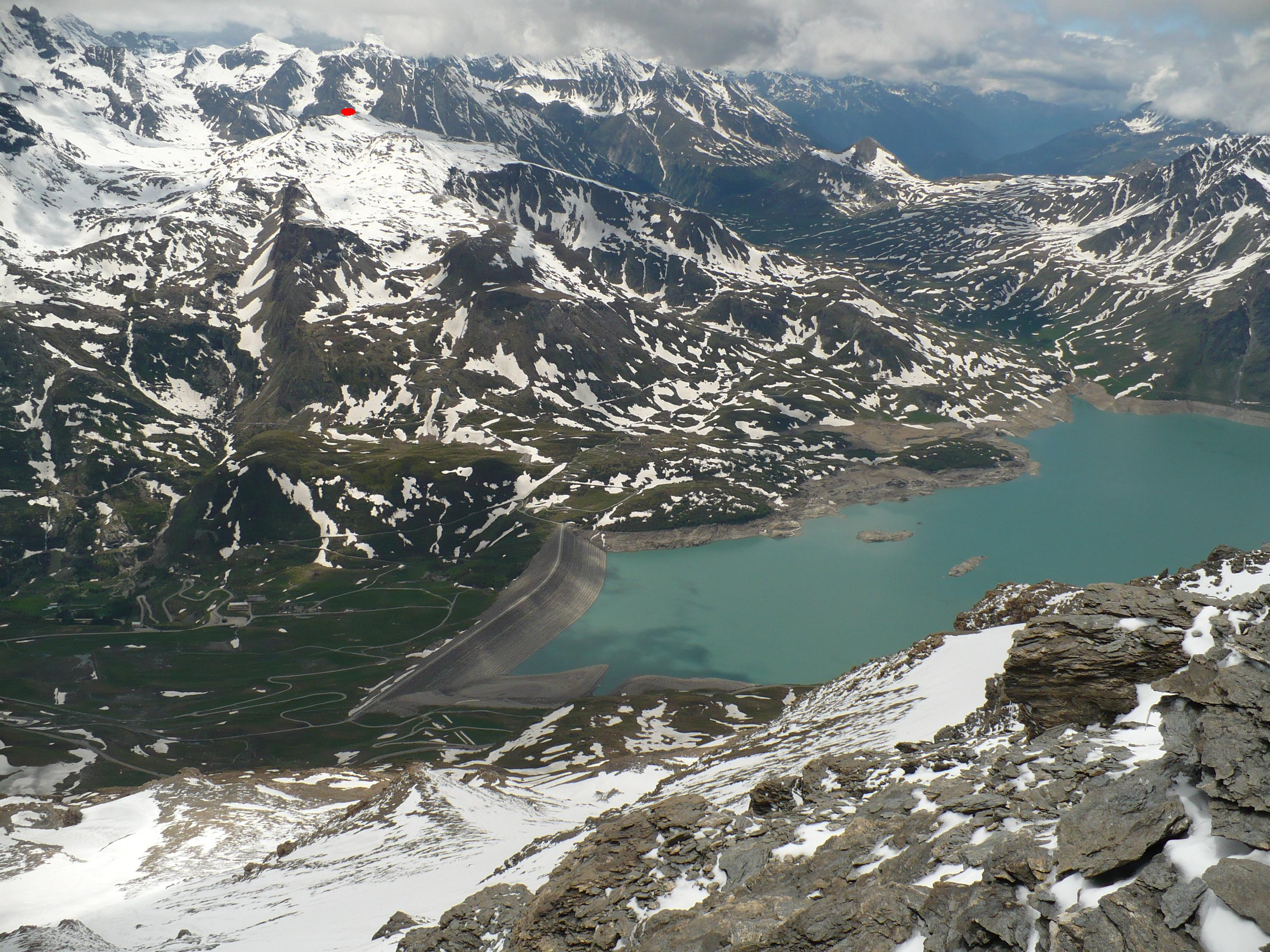
Il Lago del Moncenisio e le montagne intorno (il monte Malamot è evidenziato con un punto rosso).

La montagna, oggi interamente compresa in territorio francese, è collocata sullo spartiacque Dora Riparia-Arc e si colloca nell'area che l'Italia cedette alla Francia con il Trattato di Parigi del 1947. 
Mentre il versante sud-occidentale è ripido e precipita sul Vallon de Savine nelle altre direzioni la montagna si presenta decisamente meno scoscesa e la sua natura è di tipo erboso-detritico. La cima è situata tra il Colle Giasset (2.702 m) e quello del Piccolo Moncenisio.

## Accesso alla vetta
La via normale percorre la lunga rotabile militare che dalla diga del Moncenisio sale fino alla vetta della montagna.
Questo percorso è effettuabile anche in MTB, anche se risulta molto impegnativo per il notevole dislivello da superare.
Il Malamot è raggiungibile, per tracce di sentiero sul detritico versante sud-orientale, anche dal sottostante Lago Bianco. Neanche la cresta ovest, la quale collega la cima al Colle del Piccolo Moncenisio, presenta difficoltà degne di nota.

## Le fortificazioni

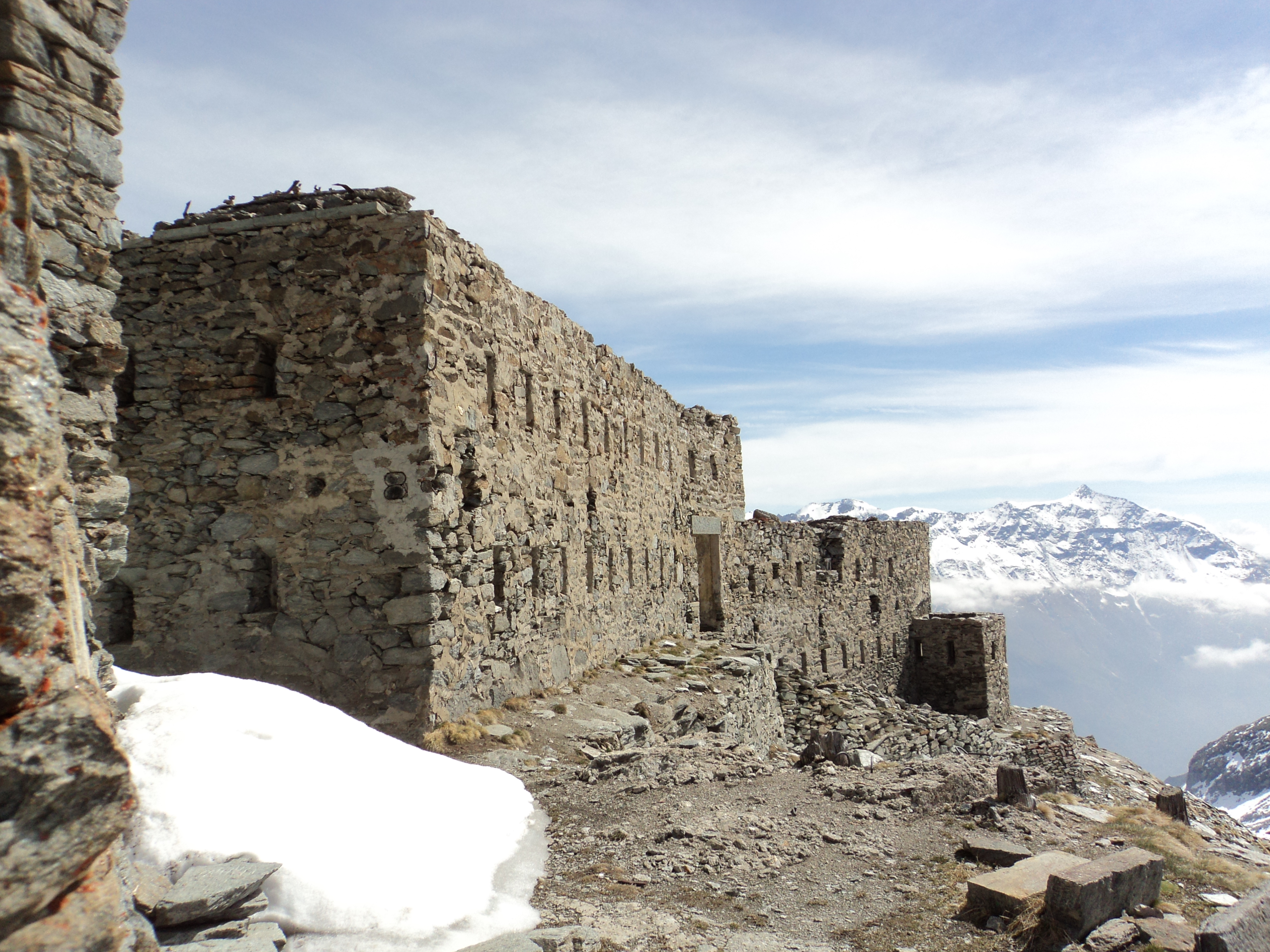
Resti delle fortificazioni in vetta al monte.

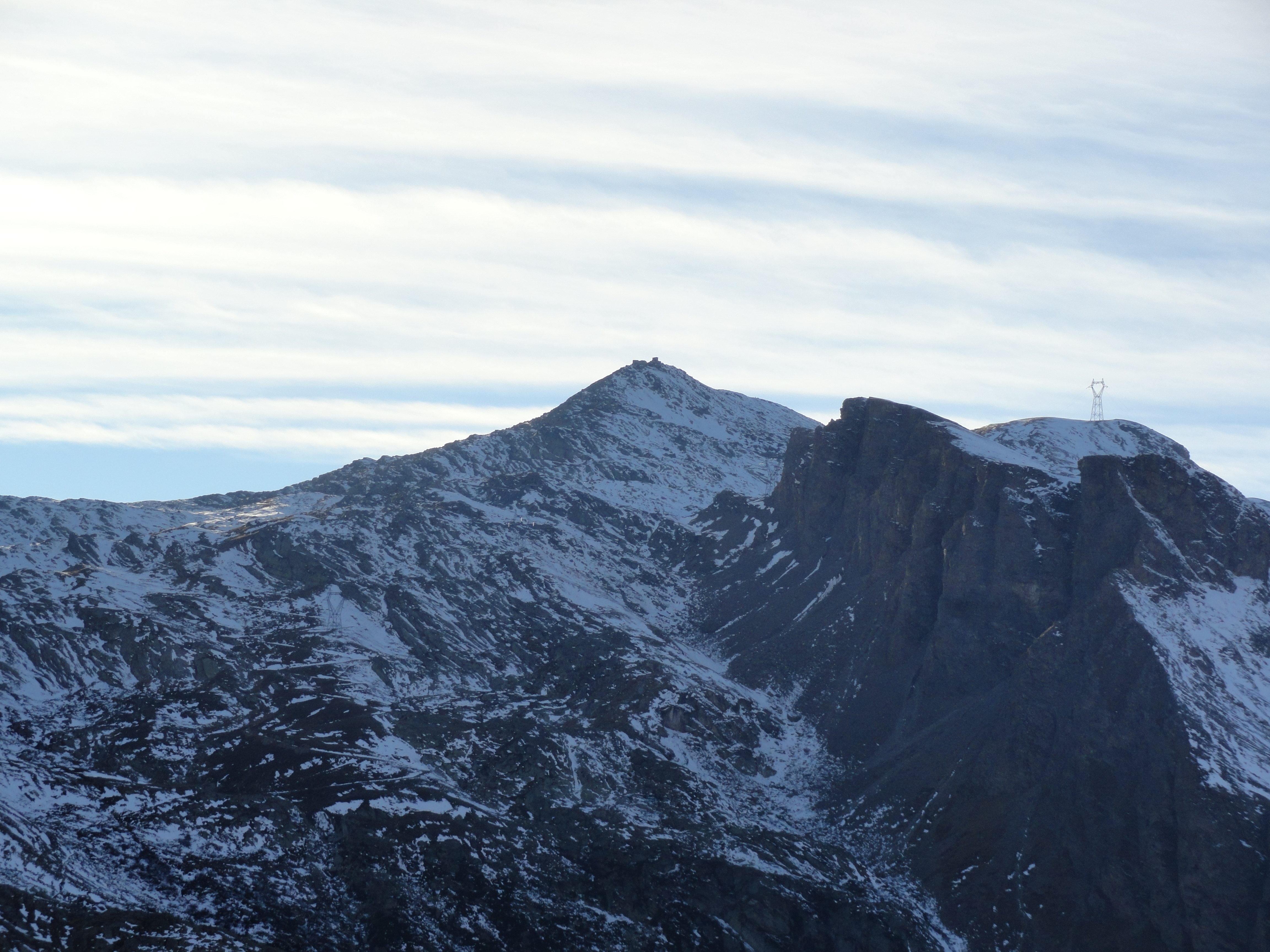
Il Monte Malamot, con in cima la caserma difensiva, visto dalla piana in cui sorgeva la Batteria Paradiso

Appena a sud-est della cima della montagna nel 1889 fu costruita una massiccia caserma difensiva progettata per contrastare un possibile attacco francese nella zona del sottostante Lago Bianco. La fortezza, che poteva ospitare un presidio di 200 militari, si sviluppa su due piani fuori terra. Essa è sovrastata da un osservatorio costituito da una torretta metallica a sua volta riparata dalle nevicate grazie a una struttura in cemento; il tutto è situato a 2.913 metri di quota e risulta quindi l'opera permanente più elevata dell'intero complesso difensivo del Moncenisio.
Negli anni tra il 1932 e il 1940, nel quadro della costruzione del Vallo Alpino, la zona venne ulteriormente fortificata con numerose opere in caverna.